# یشیم سالکین
یشیم سالکین (انگلیسی: Yeşim Salkım؛ زادهٔ ۱۲ آوریل ۱۹۶۸) خواننده، بازیگر اهل ترکیه است.
از فیلم‌ها یا برنامه‌های تلویزیونی که وی در آن نقش داشته‌است می‌توان به راهزنی اشاره کرد.